# Werner Lieber
Werner Lieber (* 18. Januar 1925 in Karlsruhe; † 24. Mai 2019) war ein deutscher Chemiker und Mineraloge, Sachbuchautor und Pionier der Mineralienfotografie.

## Leben und Wirken
Nach dem Studium der Chemie und Mineralogie an der Technischen Hochschule Karlsruhe und anschließender Tätigkeit als Unterrichts-Assistent am dortigen Institut für Anorganische Chemie, trat Lieber am 1. Juni 1955 in das Hauptlaboratorium der Portland Zementwerke Heidelberg AG (heute: HeidelbergCement AG) in Leimen bei Heidelberg ein und übernahm zunächst die Leitung des Fachbereichs Chemie. Ein Anliegen war ihm die Ausbildung der Chemielaboranten für das Unternehmen, die er ab 1957 übernahm und für die er während seiner gesamten beruflichen Laufbahn verantwortlich blieb.
Ab 1967 leitete er das Hauptlaboratorium mit den Fachbereichen Chemie, Mineralogie, Physik, Zement- und Gipstechnologie und hatte in dieser Position auch die fachliche Aufsicht über die Werkslaboratorien der Heidelberger Zement Werke. Auf seine Initiative geht die Einführung der Röntgenfluoreszenzanalyse bei Heidelberger Zement zurück. Diese Technik ermöglichte mit ihrer extrem kurzen Messdauer, Umfang und Qualität der chemischen Analytik erheblich zu steigern und bildete die Voraussetzung für die Einrichtung einer modernen Laborautomation.
Er leistete unter anderem Beiträge zur chemischen Analytik, zum Verständnis der hydraulischen Eigenschaften und der Schnellprüfung von Hüttensanden und der Wirkungsweise von Zusatzmitteln auf das Erstarren- und Erhärten von Portlandzementen. Nicht zuletzt diese Arbeiten führten im Jahr 1975 zur Gründung des HZ Tochter-Unternehmens „Addiment“ am Standort Leimen, das seit 2002 zur SIKA AG gehört.
Die Ergebnisse seiner Arbeiten fanden in mehreren Patenten ihren Niederschlag.

## Mineralogisch-geologisches Engagement
Werner Lieber ist Mitglied der Deutschen Mineralogischen Gesellschaft DMG.
Seit dem Gründungsjahr 1950 ist er Mitglied der Vereinigung der Freunde der Mineralogie und Geologie e.V. (VFMG e.V.). Von 1952 bis 1956 hatte er einen Sitz im Beirat und war von 1959 bis 1971 Vorstandsmitglied, davon über 9 ½ Jahre 1. Vorsitzender. Seit 1983 gehört er zu den Ehrenmitgliedern des Vereins.
Mineralogisch-geologische und lagerstättenkundliche Reisen führten ihn durch Europa, nach Nord-, Mittel- und Südamerika, Afrika, Sri Lanka, China und Australien.
In 134 Aufsätzen (Stand 2018), von denen viele im Publikationsmedium des VFMG, der Zeitschrift „Der Aufschluss“, in der Zeitschrift „Lapis“ und in „Der Heidelberger Portländer“ erschienen, sowie in etwa ebenso vielen Fachvorträgen, hat der für seine Vortragskunst hoch geschätzte, charismatische Redner sein Wissen und seine Erfahrungen weitergegeben. Seine Sachbücher und Bildbände über Mineralien, den Aufbau von Sammlungen und berühmte Fund- und Lagerstätten zeichnen sich durch Verständlichkeit der Texte und einen ästhetischen Anspruch der Abbildungen aus. Sein erstes Buch „Der Mineraliensammler“ ist ein Standardwerk für Sammler und erreichte 30.000 Exemplare in 7 Auflagen.
Gemeinsam mit Wilhelm Simon rief er die Deutsche Mineralienbörse ins Leben, die erstmals im Jahre 1964 in der Festhalle in Leimen (heute „Portland-Forum am Herrenberg“) stattfand. Anlässlich seines 90. Geburtstags 2015 hat ihn das Magazin „Mineralien-Welt“ als „[…] wohl prominenteste(n) „Akteur“ in der deutschen Mineralienszene“ gewürdigt.
Seine  Mineraliensammlung von ca. 1600 Stufen stiftete Werner Lieber seiner Alma Mater, der Universität Karlsruhe.

## Publikationen (Auswahl)
- „Der Mineraliensammler“, Thun 1963, 7. Aufl. 1978, ISBN 3722562031
- „Kristalle unter der Lupe“, Thun 1972, ISBN 9783722562216
- „Bunte Welt der schönen Steine“, Stuttgart 1969, 4. Aufl. 1978, ISBN 3440036057
- „Mineralogie in Stichworten“, Kiel 1969, 2. Aufl. 1979, ISBN 3554801011
- „Kristalle - wie sie wirklich sind“, München 1977, ISBN 9783921656020
- „Menschen – Minen – Mineralien, Mineralogie in 10 Jahrtausenden“, München 1978, ISBN 9783921656105
- „Canyons, Kupfer und Kakteen, Streifzüge durch den Wilden Westen“, Thun 1987, ISBN 9783722562926
- „Calcit – Baustein des Lebens“, München 1990, ISBN 3921656443
- „Amethyst – Geschichte, Eigenschaften, Fundorte“, München 1994, ISBN 9783921656334
- „Die Fluoreszenz von Mineralen“, VFMG Heidelberg 1957
- „Leuchtende Kristalle: Wissenswertes über Fluoreszenz“, Wiesloch Verlag Vetter 1974